# Stratellite
Stratelliteは、アメリカ合衆国のSunswire社が開発する、無排出の成層圏滞空飛行船（大気衛星）の商標名である。通常は電波塔や通信衛星により行われる、様々な無線信号の通信プラットフォームとして用いられる。何年もの研究開発が行われてきたが、まだ商用化には至っておらず、Sunswire社とパートナーのTAO Technologies社は、現在の試験において、成層圏への打ち上げまで実施できると見込んでいる。

## サービスの詳細
Stratelliteのような高高度の飛行船は、人工衛星より低いが、ジェット気流やほとんどの天気よりは遥かに高い、地表から約20kmの高度の軌道を浮遊する。放送、携帯電話、デジタルテレビ、ラジオの信号を広いエリアに送信できる。太陽電池により給電され、電動機による推力を得て、無人で運航する。これまでのところこの技術は実証されていないため、商用段階からはまだかなり遠く、これらの機能全てを実現できるプロトタイプはまだできていない。
遅延は、静止衛星と比べて約2000分の1、低軌道の衛星と比べて約15分の1になるが、カバーエリアは狭い。地上の電波塔と比べるとカバーエリアは広く、遅延は距離よりも、内部通信機器の機能に依存する。
放送カバーエリアは、48万 km2で、おおよそテキサス州やフランスと同じくらいの広さが計画されている。無線信号は、直径320kmまで届くが、地形や建造物が部分的に信号を遮蔽する。メンテナンスのため、定期的に地上に帰還するように設計されており、継続的なサービスのためには、冗長性が必要である。Sunswire Networks社は、当初、主要な大都市圏から展開していくことを計画している。
この技術の支持者は、Stratelliteのような高高度プラットフォームが地上の電波塔に取って代わり、ハードウェアの更新にかかる費用と時間を削減できると主張している。これにより、電波塔のない広域に対してブロードバンドサービスを迅速かつ容易に提供することが可能となる。

## 企業の詳細
プレスリリースによると、Stratelliteや関連製品は、ドイツのシュトゥットガルトから、さらなる評価や設計の更新のため、TAO Technologies社に過去ばれた。Sunswire社はその後、Sunswire-TAO GmbHとして知られる新しい会社をドイツに設立した。
このような構想を提案したのは、Sunswire社が最初ではない。イングランドのベッドフォードに拠点を置くAdvenced Technologies Groupや、イングランドのSkyLINK, Inc、カリフォルニア州モンロビアのAeroVironment社の子会社であるSkyTower社等、いくつかの会社が似たような提案をしている。
2008年9月25日までは、Sunswire社は、通信会社GlobeTel Communications社の子会社であった。
2012年10月17日、フロリダ州南部地区地方裁判所は、米国証券取引委員会による300万ドルを超える救済の申し立てを認め、ティモシー・ハフ、ローレンス・リンチ、ジョセフ・J・モンテロッソ、ルイス・バーガスに対する不正利得の返還、民事罰、取締役と役員の解任の申し立てを認めた。
2007年11月から、米国証券取引委員会は、GlobeTel Communications社と関連のある被告に対して、民事訴訟を起こした。GlobeTel Communications社は、2002年から2006年までに、通信事業での収入が数百万ドルと報告していたが、委員会はこれは虚偽であると主張した。ハフと元CFOのトーマス・ヒメネスは、並行して行われたた刑事訴訟の判決で懲役刑を言い渡された（U.S. v. Huff, 09-cr-60295-DMM (S.D. Fla.); U.S. v. Jimenez, 08-cr-60367-DTKH (S.D. Fla.)）。

## 諸元
- 収容能力：1,400 kg
- 長さ：75 m
- 幅：44 m
- 高さ：27 m
- 体積：37,000 m3
- 上昇限度：21,000 m